# Greta Granstedt
Greta Granstedt, eigentlich Irene Louise Granstedt (* 13. Juli 1907 in Scandia, Kansas, USA; † 7. Oktober 1987 in Los Angeles, Kalifornien, USA) war eine US-amerikanische Film- und Theaterschauspielerin.

## Leben und Werk
Greta Granstedt wurde in Scandia als Irene Granstedt geboren, nicht in Malmö, wie sie zu Beginn ihrer Filmkarriere behauptete (wie deswegen vor allem in älterer Literatur zu lesen ist). 1919 zog die Familie nach Mountain View in Kalifornien um. Im April 1922 bedrohte sie ihren zwei Jahre älteren Freund mit einer Pistole. Als der danach griff, wurde er durch einen Schuss in den Bauch verletzt. Ein oder zwei Wochen lang schien es, als würde er daran sterben, doch schließlich erholte er sich vollständig. Granstedt bekam für diese Tat keine Gefängnisstrafe, wurde aber aus Mountain View „verbannt“. Sie zog ins etwa 35 Meilen entfernte San Francisco. In den nächsten Jahren heiratete sie zweimal, erst Robert Bleiber und dann Alfred Lowenthal, beide Ehen wurden aber bald annulliert. Sie nahm an Schönheitswettbewerben teil und versuchte, ans Theater zu kommen. Schließlich arbeitete sie als Modell an der California School of Fine Arts. Mittlerweile nannte sie sich Eraine Granstedt.
1926 freundete sie sich mit der Studentin Bessie Haley an, die bald bei ihr und ihrem Bruder Theo einzog. Im Jahr darauf zogen die beiden auf einem Dampfer nach Los Angeles, wohin es besonders Eraine Grandstedt zog. Haley lernte auf dieser Fahrt Glen Hyde kennen. Die beiden heirateten im Jahr darauf und verschwanden kurz darauf auf einer Bootsreise auf dem Colorado spurlos. Granstedt bekam bald kleinere Rollen in mindestens 11 Filmen bei den Mack Sennett Comedies, anscheinend noch unter dem Namen Eraine Granstedt. Nebenbei arbeitete sie am Theater. In dem Stück From Hell Came a Lady fiel sie einem Produzenten auf und bekam eine Rolle in dem Film Excess Baggage, in dem sie als Greta Granstedt auftrat. 1929 starb ihre Mutter Emma Granstedt beim Untergang der San Juan, auf der sie zusammen mit ihrem Mann Theodore nach Hollywood reiste, um ihre Tochter zu besuchen. Theodore Granstedt konnte gerettet werden.
Greta Granstedt war in ihrer Karriere in erfolgreichen Filmen und Großproduktionen wie Die Abenteuer des Marco Polo, Marie-Antoinette, Auf Messers Schneide, Johanna von Orleans, Die größte Schau der Welt oder Begierde unter Ulmen zu sehen, hatte darin aber nur kleine bis sehr kleine Rollen. Auffälligere Rollen hatte sie in kleineren Filmen wie Street Scene, Verbrechen ohne Leidenschaft, Draculas Blutnacht und vor allem als Anna in Hitler – Beast of Berlin. Neben der Filmarbeit war sie auch am Theater tätig. Die Internet Broadway Database gibt drei Stücke an, in denen sie in den 1930er Jahren am Broadway auftrat. Ab 1950 war sie vereinzelt auch in Fernsehserien wie The Lone Ranger, Captain Midnight, Ihr Star: Loretta Young oder Perry Mason tätig. 1970 zog sie sich aus dem Filmgeschäft zurück und züchtete Appaloosapferde in Kanada.
Greta Granstedt heiratete achtmal. Fünf dieser Ehen wurden später annulliert: Neben denen mit Bleiber und Lowenthal auch die mit Marcel Olis, Max de Vega und Lawrence Wright. De Vega und Wright waren bei der jeweiligen Hochzeit mit Granstedt formal noch mit einer anderen Frau verheiratet. Granstedts Ehe mit dem Musiker Ramon Ramos wurde relativ bald wieder geschieden. 1947 heiratete sie Arthur G. Forbes, mit dem sie einen Jungen adoptierte. Nach der Scheidung, bei der er zu Alimenten verpflichtet wurde, focht Forbes die Rechtmäßigkeit der Adoption an. Granstedt ging juristisch dagegen vor und bekam Recht. Schließlich heiratete sie Howard Thomas, mit dem sie bis zu ihrem Tod am 7. Oktober 1987 verheiratet blieb.

## Filmografie (Auswahl)

### Filme
- 1928: Buck Privates
- 1928: Excess Baggage
- 1929: Close Harmony
- 1929: Illusion (The Last Performance)
- 1929: College Love
- 1929: Mexicali Rose
- 1930: Embarrassing Moments
- 1930: Sunny Skies
- 1930: What a Man!
- 1930: The Lightning Express
- 1931: Street Scene
- 1931: The Deceiver
- 1931: Manhattan Parade
- 1932: After Tomorrow
- 1932: They Never Come Back
- 1932: McKenna of the Mounted
- 1932: Das Rätsel einer Nacht (The Night Club Lady)
- 1932: Das Teufelspferd (The Devil Horse, Serial)
- 1933: Should Crooners Marry (Kurzfilm)
- 1934: Verbrechen ohne Leidenschaft (Crime Without Passion)
- 1937: Telephone Operator
- 1938: Die Abenteuer des Marco Polo (The Adventures of Marco Polo)
- 1938: Du und ich (You and Me)
- 1938: Reformatory
- 1938: Marie-Antoinette (Marie Antoinette)
- 1938: The Last Express
- 1938: Millionärin auf Abwegen (There Goes My Heart)
- 1939: When Tomorrow Comes
- 1939: Hitler – Beast of Berlin
- 1940: Der Weg nach Singapur (Road to Singapore)
- 1940: Stranger on the Third Floor
- 1940: Dritter Finger, linke Hand (Third Finger, Left Hand)
- 1941: French Fried Patootie (Kurzfilm)
- 1941: Dangerous Lady
- 1944: Dr. Wassells Flucht aus Java (The Story of Dr. Wassell)
- 1944: Here Come the Waves
- 1945: Eine Frau mit Unternehmungsgeist (Roughly Speaking)
- 1945: Frühling des Lebens (Our Vines Have Tender Grapes)
- 1946: Auf Messers Schneide (The Razor’s Edge)
- 1947: Die Unbesiegten (Unconquered)
- 1947: Liebe in Fesseln (Cass Timberlane)
- 1948: On Our Merry Way
- 1948: Johanna von Orleans (Joan of Arc)
- 1948: Blondie’s Secret
- 1949: Herr der Unterwelt (The Crooked Way)
- 1949: Red, Hot and Blue
- 1949: Gestrandete Jugend (Johnny Holiday)
- 1949: Samson und Delilah (Samson and Delilah)
- 1950: Stadt im Dunkel (Dark City)
- 1951: Der Tiger (The Enforcer)
- 1951: Grund zur Aufregung (Cause for Alarm!)
- 1951: The Guest (Kurzfilm)
- 1952: Die größte Schau der Welt (The Greatest Show on Earth)
- 1952: Die Stadt der tausend Gefahren (The Atomic City)
- 1953: Der Gehetzte (The Juggler)
- 1953: Hot News
- 1953: The Eddie Cantor Story
- 1956: Die falsche Eva (The Birds and the Bees)
- 1957: The Iron Sheriff
- 1958: Begierde unter Ulmen (Desire Under the Elms)
- 1958: Draculas Blutnacht (The Return of Dracula)

### Fernsehserien
- 1950–53: The Lone Ranger (4 Folgen)
- 1952: Sky King (Folge 1x09)
- 1952: Big Town (Folge 3x08)
- 1953,55: You Are There (2 Folgen)
- 1955: Captain Midnight (2 Folgen)
- 1955–56: Ihr Star: Loretta Young (Letter to Loretta, 2 Folgen)
- 1957: Dragnet (Folge 6x34)
- 1957: Lassie (Folge 4x15)
- 1961: Peter Gunn (Folge 3x36)
- 1962,64: Perry Mason (2 Folgen)